# Grassmoor, Hasland and Winswick
Grassmoor, Hasland and Winswick est une paroisse civile du Derbyshire, en Angleterre.